# Canton (Michigan)
Canton è una città degli Stati Uniti d'America, nella contea di Wayne nello Stato del Michigan. È un sobborgo di Detroit, appartenente all'Area metropolitana di Detroit.